# Habronattus ciboneyanus
Habronattus ciboneyanus är en spindelart som beskrevs av Griswold 1987. Habronattus ciboneyanus ingår i släktet Habronattus och familjen hoppspindlar. Inga underarter finns listade i Catalogue of Life.